# Bengt Peterson
Bengt Olof Peterson, ursprungligen Pettersson, född 16 september 1923 i Visby, död 19 augusti 2004 i Lickershamn på Gotland, var en svensk operaregissör.

## Biografi
Peterson studerade regi på Kungliga teatern och vid operorna i München, Hamburg, Glyndebourne och Bayreuth, och gjorde regidebut 1951 med Carl Orffs Den klokaste vid Kungliga teatern. Mellan 1973 och 1987 var han Kungliga teaterns förste regissör. Han har även regisserat vid bland annat Drottningholmsteatern, Ruinspelen i Visby, Sveriges Radio och vid flera scener i utlandet.
Bengt Peterson är begravd på Norra kyrkogården i Visby. Han var gift med dansaren Rose-Marie Mengarelli, syster till Julius och Mario Mengarelli.

## Teater

### Regi (ej komplett)
| År   | Produktion                   | Upphovsmän                          | Teater         |
| ---- | ---------------------------- | ----------------------------------- | -------------- |
| 1958 | Milda makter Three’s Company | Antony Hopkins och Michael Flanders | Blancheteatern |
| 1960 | Milda makter Three’s Company | Antony Hopkins och Michael Flanders | Blancheteatern |